# Heinrich Rudolf Hertz
Heinrich Rudolf Hertz, nemški fizik, * 22. februar 1857, Hamburg, Nemčija, † 1. januar 1894, Bonn, Nemčija.
Hertz je leta 1880 prejel znanstveni naziv na berlinski univerzi, kjer je študiral pod vodstvom Hermanna von Helmholza. Leta 1883 je začel preučevati Maxwellovo elektromagnetno teorijo. Med letoma 1885 in 1889, ko je bil profesor fizike na Politehniki v Karlsruhu, se je ukvarjal z elektromagnetnimi valovi. V laboratoriju je meril njihovo valovno dolžino in hitrost. S svojimi preučevanji je prišel do rezultata, da sta toplota in svetloba nedvomno elektromagnetni valovanji. Leta 1889 so ga imenovali za profesorja fizike na Univerzi v Bonnu, kjer je nadaljeval svoje raziskave o razelektritvah v razredčenih plinih. Helmholtz ga je v tem času vabil tudi na Univerzo v Berlinu.

## Dela
- Ueber die Induction in rotirenden Kugeln (v nemščini). Berlin: Schade. 1880.
- Die Prinzipien der Mechanik in neuem Zusammenhange dargestellt (v nemščini). Leipzig: Johann Ambrosius Barth. 1894.
- Schriften vermischten Inhalts (v nemščini). Leipzig: Johann Ambrosius Barth. 1895.

- Ueber die Induction in rotirenden Kugeln, 1880
- Schriften vermischten Inhalts, 1895